# Brinkstraße 30 (Bad Suderode)

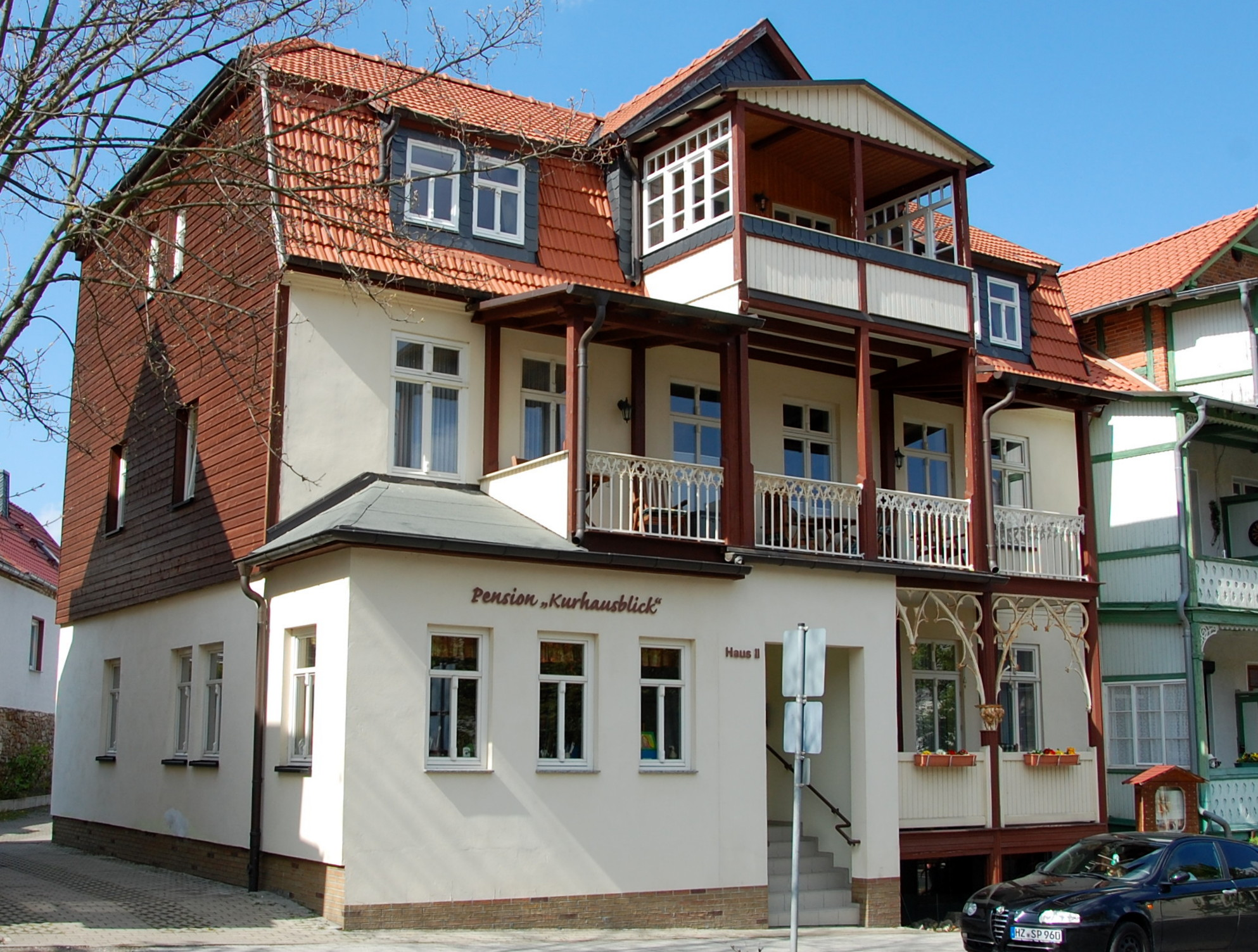
Haus Brinkstraße 30

Das Haus Brinkstraße 30 ist ein denkmalgeschütztes Gebäude im zur Stadt Quedlinburg in Sachsen-Anhalt gehörenden Ortsteil Bad Suderode.

## Lage
Es befindet sich im südlichen Teil des Ortskerns Bad Suderodes auf der Westseite der Brinkstraße. Im örtlichen Denkmalverzeichnis ist es als Kurpension eingetragen.

## Architektur und Geschichte
In seinem Kern dürfte das Gebäude bereits auf das 18. Jahrhundert zurückgehen. Vermutlich ist es der älteste erhaltene gebliebene Bau im südlichen Ortsbereich Bad Suderodes. Das Haus verfügt über eine für den Harz typische Stulpschalung. Bedeckt ist das Haus mit einem Mansardwalmdach. In der zweiten Hälfte des 19. Jahrhunderts erfolgte ein Umbau zur Kurpension. Straßenseitig erhielt das Gebäude hierbei eine hölzerne Veranda, die mit Maßwerken im Stil der Neogotik verziert ist. Als weitere Verzierung bestehen Brüstungsgitter aus Kunstguss, die vermutlich in Mägdesprung hergestellt worden waren.
Anfang des 21. Jahrhunderts erfolgte eine Sanierung des Gebäudes.